# Coillina baka
Coillina baka es una especie de araña araneomorfa de la familia Gnaphosidae. Es el único miembro del género monotípico Coillina.

## Distribución
Es endémica de la provincia de Yunnan (China).